# Linia Hutnicza Szerokotorowa
La Linia Hutnicza Szerokotorowa (in italiano "Linea metallurgica a scartamento largo") è una linea ferroviaria a scartamento largo della Polonia, usata per trasporti merci dal confine con l'Ucraina alla Slesia.
È la linea a scartamento largo più lunga della Polonia: fatta eccezione per questa linea e per alcuni tratti molto brevi vicino ai valichi di frontiera, la Polonia utilizza infatti lo scartamento normale.
La linea, a binario unico, corre per quasi 400 km dal valico di frontiera polacco-ucraino, appena ad est di Hrubieszów, alla stazione di Sławków Południowy (vicino a Katowice). Viene utilizzata solo per il trasporto merci, principalmente minerale di ferro (oltre il 50% del volume di tutte le merci trasportate), carbone, prodotti petrolchimici, minerali e legname. È il collegamento diretto più occidentale alla rete a scartamento largo dell'ex Unione Sovietica.
La linea è indicata dal gestore dell'infrastruttura ferroviaria nazionale PKP Polskie Linie Kolejowe come "Linia kolejowa nr 65" (linea ferroviaria numero 65") ed è gestita da una società dedicata: PKP Linia Hutnicza Szerokotorowa, che funge sia da gestore dell'infrastruttura che da operatore del traffico.

## Storia
Negli anni '70 il nuovo gigante industriale Huta Katowice, allora nel suo periodo più prospero, richiedeva grandi quantità di minerale di ferro. La fonte principale erano le miniere vicino a Kryvyj Rih (allora in URSS, ora in Ucraina), da dove veniva trasportato su rotaia via Medyka, Przemyśl e Tarnów a Jaworzno Szczakowa. Questa linea aveva una capacità inadeguata per la quantità di trasporto richiesta.
La ferrovie statali polacche (PKP) presero in considerazione due opzioni: espandere le strutture di trasbordo esistenti al confine (il punto di cambio dello scartamento) e ampliare la linea ferroviaria esistente a tre o anche quattro binari per consentire il trasporto di più merci, o costruire una nuova linea a scartamento largo per facilitare il transito attraverso il confine. Quest'ultima opzione fu scelta; i vantaggi considerati erano che la linea di nuova concezione poteva essere costruita per ospitare i treni più pesanti autorizzati a circolare su rete a scartamento largo, non ci sarebbe stato bisogno di un impianto di scongelamento al confine (in inverno arrivavano minerali solidi congelati, il che era problematico per l'impianto di trasbordo) e le PKP non dovevano utilizzare i propri carri per trasportare le merci sulla rete polacca poiché i carri sovietici sarebbero stati utilizzati per l'intero trasporto. In più la presenza di una linea a scartamento largo con collegamento diretto alla rete ferroviaria sovietica era di importanza strategica, consentendo alle truppe sovietiche di essere rapidamente schierate più vicino alla cortina di ferro. La nuova linea fu progettata dal CBSiPBK (Ufficio centrale per i progetti e gli studi di costruzione ferroviaria) a Varsavia; Józef Skorupski era il progettista generale e altri ventuno uffici di progettazione, otto società geologiche e tre università tecniche presero parte al progetto.
La linea fu costruita in parte accanto a linee a scartamento normale esistenti che facilitarono i lavori di costruzione. Per risparmiare sui costi, la linea fu instradata attraverso il Parco Nazionale di Roztocze nonostante l'intensa attività di lobbying da parte della direzione del parco.
La linea fu aperta nel 1979 e fu utilizzata per importare minerale di ferro dall'URSS ed esportare carbone e zolfo. Dopo la caduta del comunismo e i cambiamenti economici del 1989, il traffico diminuì fortemente. Nel 1994 l'esportazione di zolfo cessò. Si stanno tentando vari schemi per aumentarne la redditività, come l'offerta di servizi di trasporto e spedizione a tutti i clienti interessati, l'affitto di spazi commerciali e la manutenzione di alcuni materiali rotabili.
Negli anni '90 la linea LHS è stata utilizzata da treni passeggeri a lunga percorrenza diretti in Russia e Ucraina. Inizialmente erano un paio di treni veloci da Mosca a Olkusz, che circolavano a giorni alterni. Nel 1993 sono state aggiunte due coppie di treni Leopoli – Zamość Nord e Mosca – Zamość Nord. Nel 1994, i treni passeggeri della linea LHS circolavano solo una volta alla settimana sulla rotta Charkiv – Olkusz. Dalla metà degli anni '90, i treni passeggeri circolano sporadicamente come treni speciali.
Nel 2001 una nuova società all'interno del gruppo PKP, PKP Linia Hutnicza Szerokotorowa, è stata costituita per gestire la linea.
Il 5 gennaio 2020 il primo treno container intermodale dalla Cina ha utilizzato la linea per raggiungere il terminal di Sławków, dopo aver percorso la rotta di 9.477 km da Xi'an attraverso il Kazakistan, la Russia e l'Ucraina in 12 giorni. La compagnia che gestisce la linea spera che vengano stabiliti collegamenti regolari con la Cina, approfittando del fatto che il suo scartamento largo consente un rapido attraversamento del confine tra Polonia e Ucraina.
L'azienda sta installando luci di avvertimento (e, in alcuni casi, barriere) ai passaggi a livello, estendendo la stazione LHS di Hrubieszów e aggiornando i sistemi di controllo dei treni. I lavori dovrebbero essere completati entro la fine del 2025.
Dal 28 febbraio 2022, treni passeggeri speciali che trasportano rifugiati dall'Ucraina, durante il loro afflusso più alto dopo l'invasione russa nel loro paese, sono stati fatti circolare sulla linea per Olkusz, dove è stata istituita una tendopoli per accoglierli prima che continuino a viaggiare a scartamento normale su rotaia o su strada.

## Denominazione
Il nome originale degli anni '70 era Linia Hutniczo-Sirkowa ("Linea Metallurgia-Zolfo"), abbreviato in LHS.
Negli anni '90, il nome fu cambiato in Linia Hutnicza Szerokotorowa ("Linea metallurgica a scartamento largo"). Il nuovo nome ha mantenuto l'acronimo LHS ma ha abbandonato la parte relativa allo zolfo poiché non è più scambiato tra la Polonia e l'Est.

## Stazioni e materiale rotabile
Ci sono 10 stazioni merci sulla linea: Hrubieszów LHS, Zamość Bortatycze LHS, Szczebrzeszyn LHS, Zwierzyniec Towarowy, Biłgoraj LHS, Wola Baranowska LHS, Staszów LHS, Gołuchów LHS, Sędziszów LHS, Sławków LHS. C'è una struttura di cambio carrelli a Sędziszów LHS e una struttura di cambio di scartamento SUW 2000 a Zamość Bortatycze LHS. Zamość Bortatycze LHS ospita anche un deposito di locomotive e a Sędziszów LHS c'è un deposito di vagoni. Ci sono due binari: uno a Sławków LHS per l'impianto di scarico del minerale di ferro, di proprietà e gestito da Katowice Steelworks, e un altro, inutilizzato dal 1994, a Grzybów per la miniera di zolfo di Siarkopol. Negli anni '90 esistevano anche due stazioni passeggeri a Zamość Północ e Olkusz. Vicino alla stazione LHS di Sławków esiste l'Euroterminal Sławków, un importante terminal intermodale, di proprietà e gestito da PKP Cargo. È il punto più occidentale della rete ferroviaria a scartamento russo.
Una nuova stazione merci è in costruzione sul sito dell'ex fermata passeggeri Zamość Północ, che si chiamerà Zamość Majdan.
LHS possiede un certo numero di locomotive diesel M62 (classificate ST44) e TEM2 (classificate SM48), alcune delle quali hanno subito una ricostruzione completa rispettivamente ai tipi 311Da (classificate ST40) e 16D (classe ST48). L'azienda possiede un certo numero di vagoni, ma gestisce principalmente materiale rotabile da clienti stranieri (bielorussi, russi e ucraini).